# Tom Sanders (mathématicien)
Pour les articles homonymes, voir Sanders.
Ne pas confondre avec le basketteur Tom Sanders.
Tom Sanders est un mathématicien britannique, travaillant sur les problèmes de combinatoire additive à l'interface de l'analyse harmonique et de la théorie analytique des nombres,.

## Formation et carrière
Sanders a étudié les mathématiques à l'Université de Cambridge, où il a obtenu son doctorat en 2007 pour ses recherches sur la combinatoire arithmétique (en) sous la supervision de Timothy Gowers (« Topics in arithmetic combinatorics »),.
Il a bénéficié d'une bourses de recherche Junior  au Christ's College, à Cambridge, de 2006 jusqu'en 2011, en plus de bourses de chercheur en visite à l'Institute for Advanced Study en 2007, au Mathematical Sciences Research Institute (MSRI) en 2008, et à l'Institut Mittag-Leffler en 2009. Depuis 2011, il a reçu la University Research Fellowship de la Royal Society (URF) à l'Université d'Oxford, où il est aussi chercheur à l'Institut de Mathématiques (en), et Tutorial Fellow au St Hugh's College, à Oxford.

## Travaux
Parmi les autres résultats, il a amélioré le théorème de Klaus Roth sur les progressions arithmétiques à trois termes, approchant du franchissement de la barrière dite logarithmique. Plus précisément, il a montré que tout sous-ensemble de {1, 2, ..., N} de cardinalité maximale ne contenant pas de progression arithmétique à trois termes non-triviale est de taille 
{\displaystyle O\left({\frac {N(\log \log N)^{5}}{\log N}}\right)} .

## Prix et distinctions
En février 2011, il a reçu le Prix Adams (conjointement avec Harald Helfgott) pour « avoir employé l'analyse harmonique profonde pour comprendre les progressions arithmétiques et répondre à des conjectures ouvertes de longue date en théorie des nombres ». En juillet 2012, il a reçu le Prix de la Société mathématique européenne pour ses « résultats fondamentaux en combinatoire additive et en analyse harmonique, qui combinent de façon magistrale des techniques bien connues, avec l'invention de nouvelles méthodes pour obtenir des résultats spectaculaires ». En juillet 2013, il a reçu le Prix Whitehead de la London Mathematical Society pour ses « résultats spectaculaires en combinatoire additive et les domaines connexes », en particulier « pour son article permettant l'obtention de la plus connue des limites supérieures pour les ensembles d'entiers ne contenant pas de progressions arithmétiques à trois termes, pour son travail améliorant considérablement les limites en lien avec le théorème de Freiman sur les séries avec des petits doublements, et pour d'autres résultats de la combinatoire additive et de l'analyse harmonique ». 
En septembre 2013, il a reçu le Prix européen de combinatoire.
En 2014 il est conférencier invité au congrès international des mathématiciens à Séoul avec une conférence intitulée « Roth's theorem: an application of approximate groups ».